# Athyrium roseum
Athyrium roseum är en majbräkenväxtart som beskrevs av Christ. Athyrium roseum ingår i släktet Athyrium och familjen Athyriaceae. Utöver nominatformen finns också underarten A. r. fugongense.